# Dotkni se mých ran
Dotkni se mých ran (v korejském originále: 사이코지만 괜찮아, Saikojiman Gwaenchana, anglicky: It's Okay to Not Be Okay) je jihokorejský romantický a komediální dramatický televizní seriál z roku 2020, v němž hlavní role ztvárnili Kim Su-hjon, Seo Je-či a Oh Čung-se. Série vypráví neobvyklý romantický příběh dvou lidí, kteří se snaží si navzájem uzdravit emocionální a psychologické rány. Drama vysílala televize tvN každou sobotu a neděli od 21.00 (KST) a je také k dispozici po celém světě od 20. června 2020 na Netflixu. V České republice je na této službě dostupný od 16. srpna 2020.

## Synopse
Mun Kang-taea (Kim Su-hjon) je pečovatel na psychiatrii, který nemá čas na lásku, a který se musí starat o svého autistického staršího bratra. Ko Mun-joung (Seo Je-či) je úspěšná autorka knih pro děti, která trpí antisociální poruchou osobnosti, a nikdy lásku nezažila. Poté, co se setkají, začnou si pomalu léčit své emocionální rány.

## Obsazení

### Hlavní postavy
- Kim Su-hjon jako Mun Kang-tae

Pracuje jako pečovatel v psychiatrické nemocnici OK. Má staršího autistického bratra o kterého se od smrti jejich matky stará. Kvůli péči o bratra se také vyhýbá vztahům a kvůli jeho traumatu je nucen se každé jaro stěhovat na jiné místo.
- Seo Je-či jako Ko Mun-joung

Populární autorka knih pro děti, která trpí antisociální poruchou osobnosti. Má od dětství problémový vztah s rodiči. Po náhodném setkání s Mun Kang-taem si k němu vyvine posedlost.
- Oh Čung-se jako Mun Sang-tae

Starší bratr Mun Kang-taea, který trpí autismem. Je velkým fanouškem spisovatelky Ko Mun-joung. V dětství byl svědkem vraždy matky, což vede k jeho strachu z motýlů.
- Pak Kju-joung jako Nam Ču-ri

Zdravotní sestra a kolegyně Mun Kang-taea, která je do něj už nějakou dobu tajně zamilovaná. Ko Mun-joung je její bývalá spolužačka.

## Soundtrack
| CD 1   | CD 1                                                 | CD 1                                      | CD 1                       | CD 1                       | CD 1  |
| Pořadí | Název                                                | Hudba                                     | Text                       | Autor                      | Délka |
| ------ | ---------------------------------------------------- | ----------------------------------------- | -------------------------- | -------------------------- | ----- |
| 1.     | Sketch Book (It's Okay to Not Be Okay Opening Title) |                                           |                            | Janet Suhh                 | 1:51  |
| 2.     | You're Cold (더 많이 사랑한 쪽이 아프대)             | Nam Hye-seung, Park Jin-ho                | Nam Hye-seung, Park Jin-ho | Heize                      | 3:54  |
| 3.     | Breath (숨)                                          | Nam Hye-seung, Park Jin-ho                | Nam Hye-seung, Park Jin-ho | Sam Kim                    | 4:14  |
| 4.     | My Tale                                              | Nam Hye-seung, Surf Green                 | Nam Hye-seung, Park Jin-ho | Park Won                   | 3:47  |
| 5.     | In Your Time (아직 너의 시간에 살아)                 | Nam Hye-seung, Surf Green                 | Nam Hye-seung, Park Jin-ho | Lee Su-hyun (AKMU)         | 4:29  |
| 6.     | Hallelujah (나도 모르는 노래)                        | Nam Hye-seung, Surf Green                 | Nam Hye-seung, Surf Green  | Kim Feel                   | 4:28  |
| 7.     | Little by Little (너라서 고마워)                     | Nam Hye-seung, B.a.B                      | Nam Hye-seung, Kim Ki-won  | Cheeze                     | 4:27  |
| 8.     | Puzzle (퍼즐)                                        | Nam Hye-seung, Surf Green                 | Nam Hye-seung, Surf Green  | Yongzoo                    | 3:55  |
| 9.     | Wake Up                                              | Nam Hye-seung, Surf Green                 | Nam Hye-Seung, Jello Ann   | Elaine                     | 4:14  |
| 10.    | Got You                                              | Nam Hye-seung, Park Sang-hee              | Kim Kyung-hee              | GA EUN                     | 3:13  |
| 11.    | Your Day                                             | Nam Hye-seung, Jeon Jung-hoon, Kim Ki-won | Nam Hye-seung, Jello Ann   | Kim Ki-won                 | 1:51  |
| 12.    | In Silence                                           | Nam Hye-seung, Park Sang-hee              | Kim Kyung-hee              | Janet Suhh                 | 3:30  |
| 13.    | I'm Your Psycho                                      | Nam Hye-seung, Park Sang-hee              | Nam Hye-seung, Jello Ann   | Janet Suhh                 | 3:10  |
| 14.    | Lighting Up Your World                               | Nam Hye-seung, Kim Kyung-hee              | Kim Kyung-hee              | Janet Suhh                 | 3:38  |
| 15.    | Quelemente (괜찮은 병원 체조송)                      |                                           |                            | Lee Jong-soo, Na Byung-soo | 1:57  |
| 16.    | Song for Election (Symbol No. 1 Kwon Man Soo)        |                                           |                            | Funny J                    | 2:50  |

| CD 2   | CD 2                                                          | CD 2                          | CD 2  |
| Pořadí | Název                                                         | Autor                         | Délka |
| ------ | ------------------------------------------------------------- | ----------------------------- | ----- |
| 1.     | Sew Your Heart                                                | Kim Kyung-hee                 | 3:24  |
| 2.     | Brother (Gang-tae, Sang-tae's Theme)                          | Nam Hye-seung, Park Sang-hee  | 3:35  |
| 3.     | Her World (Moon-young's Theme)                                | Nam Hye-seung, Park Sang-hee  | 3:23  |
| 4.     | Destiny is Nothing (운명이 별거)                              | Nam Hye-seung, Park Sang-hee  | 1:32  |
| 5.     | Gang-tae & Jae-soo's Speed Instinct (강태와 재수의 질주본능)  | Kim Kyung-hee                 | 1:19  |
| 6.     | Facing the Fate (운명을 맞잡고)                               | Nam Hye-seung, Park Sang-hee  | 1:45  |
| 7.     | River of Loneliness (Gang-tae's Theme)                        | Nam Hye-seung, Park Sang-hee  | 3:00  |
| 8.     | On The Road, Left Alone (혼자 남겨진 그 길 위에서)            | Nam Hye-seung, Park Sang-hee  | 4:22  |
| 9.     | Through The Dark Tunnel of Time (어두운 시간의 터널을 지나다) | Nam Hye-seung, Park Sang-hee  | 3:16  |
| 10.    | Their Own World (그들만의 세계)                               | Lee So-young                  | 2:12  |
| 11.    | It's Okay (괜찮아)                                            | Nam Hye-seung, Go Eun-jung    | 1:10  |
| 12.    | Thunderbolt (우렁각시)                                        | Nam Hye-seung, Go Eun-jung    | 1:15  |
| 13.    | Rooftop March (Chopsticks Variation)                          | Nam Hye-seung, Park Sang-hee  | 0:53  |
| 14.    | Butterfly (Do Hui-jae's Theme)                                | Nam Hye-seung, Park Sang-hee  | 2:35  |
| 15.    | Jae-soo and Alberto (재수와 알베르토)                         | Nam Hye-seung, Jeon Jung-hoon | 0:40  |
| 16.    | A Hidden Heart (감춰진 마음)                                  | Lee So-young                  | 3:03  |
| 17.    | Bluebeard (푸른수염)                                          | Nam Hye-seung, Jeon Jung-hoon | 2:10  |
| 18.    | The Dusk of The City (도시의 해질녘)                          | Lee So-young                  | 3:52  |
| 19.    | For Ju-ri (Fur Elise Variation)                               | Nam Hye-seung, Park Sang-hee  | 1:25  |
| 20.    | Publishing Company SangsangESang (상상이상 출판사)            | Nam Hye-seung, Park Sang-hee  | 2:44  |